# Arnold Aletrino
Arnold Aletrino (1 de abril de 1858 - 16 de enero de 1916) fue un antropólogo criminalista y escritor neerlandés que publicó obras sobre la homosexualidad en holandés y francés. Fue miembro de los Tachtigers (los de la década de 1880), un grupo de autores jóvenes revolucionarios holandeses que despreciaban la poesía y la prosa beata de los escritores victorianos de mediados del siglo XIX. 
Siendo estudiante de medicina, trabó amistad con Frederik van Eeden, que se convirtió en un psiquiatra famoso y uno de los Tachtigers más conocidos. En 1892 se casó con Rachel Mendes da Costa, que se suicidó cinco años más tarde. Se volvió a casar con Jupie van Stockum. Aletrino nunca tuvo hijos.
Sus años finales los pasó afectado de una enfermedad incurable, con su esposa, en Suiza.

## Obra
Publicó entre 1889 y 1906 algunas novelas y colecciones de historias, todas con una atmósfera extremadamente lúgubre y triste. Durante esta época trabajaba como médico en la ciudad de Ámsterdam
Aletrino tuvo como maestro a Cesare Lombroso, que intentaba explicar la criminalidad por una degeneración del sistema nervioso central. Aletrino se distanció de Lombroso en el tema de la homosexualidad en un artículo en holandés de 1897, en el que afirma que ésta puede encontrarse en individuos que son, por lo demás, perfectamente normales y sanos. En obras posteriores hizo campaña en contra de la intolerancia legal y la prohibición de la homosexualidad en Europa.
En 1901 defendió a los homosexuales en el V Congreso de Antropología Criminal en Ámsterdam. Se le acusó de «defender la inmoralidad». Continuó luchando durante toda su vida para crear una actitud más tolerante y comprensiva para la homosexualidad. En 1912 participó en la fundación de la rama holandesa del Comité científico humanitario, asociación creada en 1897 en Alemania por el pionero de los derechos de los homosexuales Magnus Hirschfeld.